# Elizabeth Anscombe
Gertrude Elizabeth Margaret Anscombe (18 maart 1919 – 5 januari 2001), die publiceerde als G.E.M. Anscombe, was een Brits analytisch filosofe.
Na haar studie aan St. Hugh's College van de Universiteit van Oxford deed ze een postgraduate aan Newnham College van de Universiteit van Cambridge, daarnaast kreeg zij een fellowship van Somerville College, Oxford.  Ze was een studente van Ludwig Wittgenstein en is vooral bekend omwille van haar werk als vertaler en commentator van Wittgensteins werk, voornamelijk van zijn Filosofische onderzoekingen (Philosophische Untersuchungen), maar ze is ook bekend van haar eigen werk in de traditie van Wittgenstein.
Daarnaast lag haar interesse nog bij de filosofie van de geest, filosofie van de actie, filosofische logica, taalfilosofie en de moraalfilosofie. Haar artikel Modern Moral Philosophy (1958) introduceerde de term "consequentialisme" in de analytische filosofie, een term die zijn invloed had op het vlak van de hedendaagse deugdenethiek.
Haar monografie Intention wordt algemeen beschouwd als haar grootste en meest invloedrijke werk, die de hedendaagse filosofische interesse in begrippen als intentie, actie en praktisch redeneren heeft gestimuleerd. Zij was getrouwd met Peter Geach.

## Vrouwen in de filosofie
Anscombe was lid van een beroemd clubje vrouwelijke filosofen. Het was een groep gevormd aan de Universiteit van Oxford tijdens en na de Tweede Wereldoorlog. Vier filosofes maakten er deel van uit: Anscombe, Iris Murdoch, Philippa Foot en Mary Midgley. Ze begonnen alle vier met hun studie in 1938. Hun hele leven bleven ze bevriend en lazen ze elkaars werk.